# 大和市駅伝競走大会
大和市駅伝競走大会（やまとしえきでんきょうそうたいかい）は、1月中旬の日曜日に行われる神奈川県大和市主催の駅伝大会。

## 概要
1955年（昭和30年）に第1回大会が行われ、2009年（平成21年）1月11日に第51回大会が開催された。

## 大会運営

### 主催
- 大和市駅伝競走大会実行委員会
- 大和市
- 大和市教育委員会

### 主管
- 大和市陸上競技協会

### 後援
- 大和市体育協会
- 大和市地区体育振興会連絡協議会
- 大和市体育指導委員連絡協議会
- 大和市自治会連絡協議会
- 大和市中学校体育連盟
- 毎日新聞横浜支局
- 神奈川新聞社

### 協力
- 神奈川県大和警察署
- 大和綾瀬交通安全協会
- 大和市交通指導員連絡協議会

## 参加種別
- 地区対抗の部：大和市内各地区の体育振興会内在住者で編成。中学生以下の出場不可。
- 一般Aの部：会社、事業所、学校、クラブで編成。5kmを22分以内の走力を持つ者。中学生以下の出場不可。
- 一般Bの部：会社、事業所、学校、クラブで編成。中学生以下の出場不可。
- 中学生の部：同一中学校の在校生で編成。

## コース
スタート、中継所、ゴールは全て大和市営大和スポーツセンター競技場内で行われる。基本的に全区間同一の周回コース。

### 地区対抗の部／一般Aの部
（6区間 29,697m）
- 比較的平坦なコースであるが、引地川を通過する際に大きなアップダウンが2箇所存在。4区のみ一般Bの部、中学生の部と同一のコースとなる。
  - 1区 5,746m
  - 2区 5,167m
  - 3区 5,167m
  - 4区 2,964m
  - 5区 5,167m
  - 6区 5,486m

### 一般Bの部／中学生の部
（5区間 15,318m）
- こちらも平坦なコースではあるが、東名高速道路との立体交差箇所等、細かなアップダウンが存在。
  - 1区 3,163m
  - 2区 2,964m
  - 3区 2,964m
  - 4区 2,964m
  - 5区 3,263m